# (379173) Gamaovalia
(379173) Gamaovalia est un astéroïde de la ceinture principale.

## Description
(379173) Gamaovalia est un astéroïde de la ceinture principale. Il fut découvert le 10 septembre 2009 à l'observatoire du Teide (ESA OGS) par Matthias Busch et Rainer Kresken. Il présente une orbite caractérisée par un demi-grand axe de 2,63 UA, une excentricité de 0,20 et une inclinaison de 13,9° par rapport à l'écliptique.

## Compléments